# Envera Selimović
Envera Selimović je poznata bosanskohercegovačka novinarka. Diplomirala je politologiju na Fakultet političkih znanosti u Sarajevu. Po završetku studija radila je kao novinar-volonter na Televiziji Sarajevo. Nakon toga zaposlila se na kultnom sarajevskom Radiju 202, a zatim na prvom programu Radija Sarajevo. 
1992. godine, vratila se na televiziju i skoro tri godine radila kao urednica i voditeljica središnje informativno-političke emisije, TV Dnevnika. Od kraja 1994. godine, obnašala je dužnost šefa dopisništva Televizije Bosne i Hercegovine (TV BiH) u New Yorku i Washingtonu. 
Kao stipendistica američke vlade magistrirala je međunarodnu politiku na The Paul H. Nitze School of Advanced International Studies - SAIS (Visoka škola za međunarodne odnose) na sveučilištu Johns Hopkins u Washingtonu.
U Sarajevo se vratila krajem 1999. godine, gdje je više od tri godine na TV BiH radila emisiju pod nazivom Intervju, koju se zapamtilo ekskluzivnim i vrlo oštrim razgovorima s ondašnjim najpoznatijim državnicima iz zemlje, regije, ali i cijelog svijeta. U emisiji je također ugostila brojne prominentne intelektualce i filozofe.
U ožujku 2003. godine odlazi u Tbilisi obnašati posao glasnogovornice UN-ovog izaslanstva u Gruziji (UNOMIG). Ondje je ostala do listopada 2006. godine, kada ju glavni tajnik Ujedinjenih naroda, Kofi Annan šalje na novu dužnost u Baku, gdje ju je imenovao predstavnicom Informacijskog odjela pri UN-ovom uredu Azerbejdžanu.
Proglašena je najboljom bh. novinarkom 2001. godine.
Tečno govori engleski i ruski jezik. 

## Neki od ljudi koje je Envera Selimović intervjuirala
- André Glucksmann - poznati francuski filozof i pisac
- Bernard-Henri Lévy - francuski filozof i pisac
- Bernard Kouchner - francuski političar, diplomat i liječnik, bivši predstavnik U.N.-a za Kosovo
- Bill Clinton - ondašnji predsjednik Sjedinjenih Američih Država
- Bob Dole - ondašnji američki senator
- Carla del Ponte - glavna tužiteljica pri Međunarodnom sudu za ratne zločine počinjene na području bivše Jugoslavije (ICTY) u to vijeme
- Erwin Bochi - glavni direktor Međunarodne komisije za nestale osobe (ICMP) u to vrijeme
- Eva Klonowski - forenzički antropolog
- Graham Hand - britanski veleposlanik u BiH u to vrijeme
- Hashim Thaçi - politički vođa Oslobodilačke Vojske Kosova u to vrijeme
- Hossein Nasr - jedan od vodećih svjetskih stručnjaka za islamsku znanost i duhovnost
- Hubert Védrine - francuski ministar vanjskih poslova u to vrijeme
- Ivan Lovrenović - pisac, publicist i esejist
- Ivo Banac - hrvatski povjesničar i političar, direktor Vijeća Europskih studija na sveučilištu Yale
- James W. Pardew - posebni američki izaslanik za vojnu stabilizaciju na Balkanu (šef programa "Opremi i uvježbaj")
- James Rubin - pomoćnik državnog tajnika i ondašnji glasnogovornik State Departmenta
- Janko Ljubos - gvardijan fojničkog franjevačkog samostana u to vrijeme
- Janja Beč - sociolog, istraživačica genocida, spisateljica i predavačica
- Javier Solana - ondašnji NATO-v glavni tajnik
- Joe Biden - potpredsjednik Sjedinjenih Američkih Država
- Kiro Gligorov - ondašnji makedonski predsjednik
- Latinka Perović - povjesničarka
- Madeleine Albright - američki državni tajnik u to vrijeme
- Mahathir bin Mohamad - ondašnji malezijski premijer
- Michael Steiner - ondašnji savjetnik njemačkog kancelara Gerhard Schröder-a
- Mustafa Cerić - vrhovni poglavar Islamske zajednice Bosne i Hercegovine
- Nicholas Burns - ondašnji glasnogovornik State Departmenta
- Nicole du Roy - francuska novinarka i spisateljica
- Paddy Ashdown - britanski političar i međunarodni diplomat
- Peter W. Galbraith - američki diplomat
- Ramush Haradinaj - ondašnji kosovski premijer
- Rešid Hafizović - prominentni filozof i teolog
- Richard Holbrooke - američki diplomat
- Robert Farrand - ondašnji posebni supervizor za Brčko Distrikt u BiH
- Sergej Lavrov - ruski ministar vanjskih poslova
- Stipe Šuvar - jedan od vodećih hrvatskih sociologa i političara u to vrijeme
- Stjepan Mesić - ondašnji predsjednik Republike Hrvatske
- Susan Sontag - američka spisateljica, publicistkinja, teoretičarka književnosti i politička aktivistica
- Vesna Pusić - zastupnica u Hrvatskom državnom saboru
- Vinko Puljić - vrhbosanski nadbiskup i kardinal
- Vladimir Žirinovski - ruski političar, osnivač Liberalno-demokratske stranke Rusije (LDPR)
- Vojislav Koštunica - ondašnji predsjednik Savezne Republike Jugoslavije
- William Perry - američki ministar obrane u to vrijeme
- Wolfgang Petritsch - ondašnji visoki predstavnik za Bosnu i Hercegovinu
- Jevgenij Primakov - ondašnji ruski premijer
- Zoran Đinđić - ondašnji srbijanski premijer
- Zubin Mehta - dirigent

## Vanjske poveznice
- Video - intervju s Richardom Holbrookeom, lipanj 1998
- Glavni tajnik Kofi Annan imenuje Enveru Selimović na novu dužnost
- UN Informacijski centar Baku - novosti  Arhivirana inačica izvorne stranice od 12. veljače 2010. (Wayback Machine)